# Деренталь
Деренталь (нім. Derental) — громада в Німеччині, розташована в землі Нижня Саксонія. Входить до складу району Гольцмінден. Складова частина об'єднання громад Боффцен.
Площа — 9,23 км2. Населення становить 576 ос. (станом на 31 грудня 2021).